# Camiran
Camiran – miejscowość i gmina we Francji, w regionie Nowa Akwitania, w departamencie Żyronda.
Według danych na rok 1990 gminę zamieszkiwało 388 osób, a gęstość zaludnienia wynosiła 67 osób/km² (wśród 2290 gmin Akwitanii Camiran plasuje się na 802. miejscu pod względem liczby ludności, natomiast pod względem powierzchni na miejscu 1374.).